# Diego Gurri
Diego Martín Gurri Betancor, noto semplicemente come Diego Gurri (Montevideo, 23 febbraio 1993), è un calciatore uruguaiano, centrocampista del Cerrito.

## Caratteristiche tecniche
È un esterno sinistro.

## Carriera
Cresciuto nel settore giovanile del Boston River, ha esordito in prima squadra il 9 novembre 2013 disputando l'incontro di Primera División Profesional vinto 1-0 contro il Torque.